# 沖原光孚
沖原 光孚（おきはら こうふ、1848年4月6日（嘉永元年3月3日） - 1931年（昭和6年）9月11日）は、明治から昭和初期の日本陸軍軍人、政治家、華族。最終階級は陸軍中将。男爵。

## 経歴
岩国藩士・松浦周蔵の四男として生まれ、沖原為蔵の養子となる。精義隊士として戊辰戦争に従軍。
1871年、陸軍中尉。御親兵第7番大隊付、第14番大隊付、東京鎮台第1大隊付などを経て、陸軍戸山学校に学ぶ。第8大隊付、歩兵第3連隊付、歩兵第2連隊中隊長などを歴任し、1877年3月から11月まで西南戦争に出征した。
別働第1旅団歩兵第1大隊長、歩兵第2連隊副官、歩兵第10連隊大隊長、近衛歩兵第1連隊大隊長、陸軍省人事局次長、総務局第4課長、人事課長、第2師団参謀長、陸軍教導団長などを歴任し、日清戦争には歩兵第13連隊長として出征した。
1895年4月、陸軍少将。歩兵第1旅団長を経て、歩兵第4旅団長として台湾に出征（乙未戦争）。歩兵第8旅団長を経て、1901年5月、陸軍中将に進む。第11師団長や留守第9師団長、第15師団長などを歴任した。1906年7月6日、予備役に編入され、1910年4月1日、後備役となる。1915年4月1日に退役した。
また、1907年9月、日露戦争の軍功により男爵を授けられた。1911年（明治44年）9月23日、貴族院男爵議員補欠選挙で当選し、1925年（大正14年）7月9日まで在任した。

## 栄典
位階
- 1884年（明治17年）10月20日 - 正六位[7]
- 1890年（明治23年）1月17日 - 従五位[8]
- 1895年（明治28年）3月8日 - 正五位[9]
- 1900年（明治33年）4月10日 - 従四位[10]
- 1905年（明治38年）8月7日 - 正四位[11]
- 1907年（明治40年）6月21日 - 従三位[12]

勲章等
- 1885年（明治18年）11月19日 - 勲三等旭日中綬章[13]
- 1889年（明治22年）11月29日 - 大日本帝国憲法発布記念章[14]
- 1895年（明治28年）
  - 8月20日 - 功四級金鵄勲章、勲二等瑞宝章[15]
  - 11月18日 - 明治二十七八年従軍記章[16]
- 1905年（明治38年）11月30日 - 勲一等瑞宝章[17]
- 1906年（明治39年）4月1日 - 功三級金鵄勲章、旭日大綬章、明治三十七八年従軍記章[18]
- 1907年（明治40年）9月21日 - 男爵 [19]
- 1915年（大正4年）11月10日 - 大礼記念章[20]